# Cruces (Barjas)
Cruces es una localidad española perteneciente al municipio de Barjas, en la provincia de León, comunidad autónoma de Castilla y León.

## Geografía

### Ubicación
| Noroeste: Reibarba | Norte: Reibarba | Noreste: Barrosas  |
| Oeste: Reibarba    |                 | Este: Albaredos    |
| Suroeste Hórreos   | Sur: Hórreos    | Sureste: Albaredos |

## Demografía
Evolución de la población
| Gráfica de evolución demográfica de Cruces entre 2000 y 2016       |
|                                                                    |
| Población de derecho (2000-2016) según el padrón municipal del INE |